# Liga I 2012-2013
Sezonul 2012-2013 al Ligii I (cunoscută și sub numele de Liga 1 Bergenbier din motive de sponsorizare) a fost cea de-a 95-a ediție a Campionatului de Fotbal al României, și a 75-a de la introducerea sistemului divizionar. A început pe 21 iulie 2012 și s-a încheiat pe 30 mai 2013. Echipa Steaua București a devenit campioană pentru a 24-a oară în istoria sa, extinzându-și astfel recordul deținut pentru cele mai multe titluri acumulate în România.

## Echipe

### Stadioane
| Steaua București      | Universitatea Cluj | CFR Cluj | Turnu Severin              |
| --------------------- | --- | --- | -------------------------- |
| Arena Națională       | Cluj Arena | Dr. Constantin Rădulescu | Municipal                  |
| Capacitate: 55.634    | Capacitate: 30.201 | Capacitate: 23.500 | Capacitate: 20.054         |
|                       | | |                            |
| Ceahlăul Piatra Neamț | Viitorul Constanța | Petrolul Ploiești | Dinamo București           |
| Ceahlăul              | Farul | Ilie Oană | Dinamo                     |
| Capacitate: 18.000    | Capacitate: 15.520 | Capacitate: 15.073 | Capacitate: 15.032         |
|                       | | |                            |
| Oțelul Galați         | BucureștiAstraBrașovCeahlăulCFRConcordiaCSMSGaz MetanGloriaOțelulPanduriiPetrolulTurnu SeverinUniversitateaVasluiViitorulEchipele din București: · Dinamo · Rapid · SteauaLiga I 2012-2013 (România) DinamoRapidSteaua Locația echipelor din București. | BucureștiAstraBrașovCeahlăulCFRConcordiaCSMSGaz MetanGloriaOțelulPanduriiPetrolulTurnu SeverinUniversitateaVasluiViitorulEchipele din București: · Dinamo · Rapid · SteauaLiga I 2012-2013 (România) DinamoRapidSteaua Locația echipelor din București. | Rapid București            |
| Oțelul                | BucureștiAstraBrașovCeahlăulCFRConcordiaCSMSGaz MetanGloriaOțelulPanduriiPetrolulTurnu SeverinUniversitateaVasluiViitorulEchipele din București: · Dinamo · Rapid · SteauaLiga I 2012-2013 (România) DinamoRapidSteaua Locația echipelor din București. | BucureștiAstraBrașovCeahlăulCFRConcordiaCSMSGaz MetanGloriaOțelulPanduriiPetrolulTurnu SeverinUniversitateaVasluiViitorulEchipele din București: · Dinamo · Rapid · SteauaLiga I 2012-2013 (România) DinamoRapidSteaua Locația echipelor din București. | Giulești-Valentin Stănescu |
| Capacitate: 13.500    | BucureștiAstraBrașovCeahlăulCFRConcordiaCSMSGaz MetanGloriaOțelulPanduriiPetrolulTurnu SeverinUniversitateaVasluiViitorulEchipele din București: · Dinamo · Rapid · SteauaLiga I 2012-2013 (România) DinamoRapidSteaua Locația echipelor din București. | BucureștiAstraBrașovCeahlăulCFRConcordiaCSMSGaz MetanGloriaOțelulPanduriiPetrolulTurnu SeverinUniversitateaVasluiViitorulEchipele din București: · Dinamo · Rapid · SteauaLiga I 2012-2013 (România) DinamoRapidSteaua Locația echipelor din București. | Capacitate: 11.704         |
|                       | BucureștiAstraBrașovCeahlăulCFRConcordiaCSMSGaz MetanGloriaOțelulPanduriiPetrolulTurnu SeverinUniversitateaVasluiViitorulEchipele din București: · Dinamo · Rapid · SteauaLiga I 2012-2013 (România) DinamoRapidSteaua Locația echipelor din București. | BucureștiAstraBrașovCeahlăulCFRConcordiaCSMSGaz MetanGloriaOțelulPanduriiPetrolulTurnu SeverinUniversitateaVasluiViitorulEchipele din București: · Dinamo · Rapid · SteauaLiga I 2012-2013 (România) DinamoRapidSteaua Locația echipelor din București. |                            |
| Politehnica Iași      | BucureștiAstraBrașovCeahlăulCFRConcordiaCSMSGaz MetanGloriaOțelulPanduriiPetrolulTurnu SeverinUniversitateaVasluiViitorulEchipele din București: · Dinamo · Rapid · SteauaLiga I 2012-2013 (România) DinamoRapidSteaua Locația echipelor din București. | BucureștiAstraBrașovCeahlăulCFRConcordiaCSMSGaz MetanGloriaOțelulPanduriiPetrolulTurnu SeverinUniversitateaVasluiViitorulEchipele din București: · Dinamo · Rapid · SteauaLiga I 2012-2013 (România) DinamoRapidSteaua Locația echipelor din București. | Vaslui                     |
| Emil Alexandrescu     | BucureștiAstraBrașovCeahlăulCFRConcordiaCSMSGaz MetanGloriaOțelulPanduriiPetrolulTurnu SeverinUniversitateaVasluiViitorulEchipele din București: · Dinamo · Rapid · SteauaLiga I 2012-2013 (România) DinamoRapidSteaua Locația echipelor din București. | BucureștiAstraBrașovCeahlăulCFRConcordiaCSMSGaz MetanGloriaOțelulPanduriiPetrolulTurnu SeverinUniversitateaVasluiViitorulEchipele din București: · Dinamo · Rapid · SteauaLiga I 2012-2013 (România) DinamoRapidSteaua Locația echipelor din București. | Municipal                  |
| Capacitate: 11.390    | BucureștiAstraBrașovCeahlăulCFRConcordiaCSMSGaz MetanGloriaOțelulPanduriiPetrolulTurnu SeverinUniversitateaVasluiViitorulEchipele din București: · Dinamo · Rapid · SteauaLiga I 2012-2013 (România) DinamoRapidSteaua Locația echipelor din București. | BucureștiAstraBrașovCeahlăulCFRConcordiaCSMSGaz MetanGloriaOțelulPanduriiPetrolulTurnu SeverinUniversitateaVasluiViitorulEchipele din București: · Dinamo · Rapid · SteauaLiga I 2012-2013 (România) DinamoRapidSteaua Locația echipelor din București. | Capacitate: 9.240          |
|                       | BucureștiAstraBrașovCeahlăulCFRConcordiaCSMSGaz MetanGloriaOțelulPanduriiPetrolulTurnu SeverinUniversitateaVasluiViitorulEchipele din București: · Dinamo · Rapid · SteauaLiga I 2012-2013 (România) DinamoRapidSteaua Locația echipelor din București. | BucureștiAstraBrașovCeahlăulCFRConcordiaCSMSGaz MetanGloriaOțelulPanduriiPetrolulTurnu SeverinUniversitateaVasluiViitorulEchipele din București: · Dinamo · Rapid · SteauaLiga I 2012-2013 (România) DinamoRapidSteaua Locația echipelor din București. |                            |
| Pandurii Târgu Jiu    | BucureștiAstraBrașovCeahlăulCFRConcordiaCSMSGaz MetanGloriaOțelulPanduriiPetrolulTurnu SeverinUniversitateaVasluiViitorulEchipele din București: · Dinamo · Rapid · SteauaLiga I 2012-2013 (România) DinamoRapidSteaua Locația echipelor din București. | BucureștiAstraBrașovCeahlăulCFRConcordiaCSMSGaz MetanGloriaOțelulPanduriiPetrolulTurnu SeverinUniversitateaVasluiViitorulEchipele din București: · Dinamo · Rapid · SteauaLiga I 2012-2013 (România) DinamoRapidSteaua Locația echipelor din București. | Brașov                     |
| Tudor Vladimirescu    | BucureștiAstraBrașovCeahlăulCFRConcordiaCSMSGaz MetanGloriaOțelulPanduriiPetrolulTurnu SeverinUniversitateaVasluiViitorulEchipele din București: · Dinamo · Rapid · SteauaLiga I 2012-2013 (România) DinamoRapidSteaua Locația echipelor din București. | BucureștiAstraBrașovCeahlăulCFRConcordiaCSMSGaz MetanGloriaOțelulPanduriiPetrolulTurnu SeverinUniversitateaVasluiViitorulEchipele din București: · Dinamo · Rapid · SteauaLiga I 2012-2013 (România) DinamoRapidSteaua Locația echipelor din București. | Silviu Ploeșteanu          |
| Capacitate: 9.200     | BucureștiAstraBrașovCeahlăulCFRConcordiaCSMSGaz MetanGloriaOțelulPanduriiPetrolulTurnu SeverinUniversitateaVasluiViitorulEchipele din București: · Dinamo · Rapid · SteauaLiga I 2012-2013 (România) DinamoRapidSteaua Locația echipelor din București. | BucureștiAstraBrașovCeahlăulCFRConcordiaCSMSGaz MetanGloriaOțelulPanduriiPetrolulTurnu SeverinUniversitateaVasluiViitorulEchipele din București: · Dinamo · Rapid · SteauaLiga I 2012-2013 (România) DinamoRapidSteaua Locația echipelor din București. | Capacitate: 8.800          |
|                       | BucureștiAstraBrașovCeahlăulCFRConcordiaCSMSGaz MetanGloriaOțelulPanduriiPetrolulTurnu SeverinUniversitateaVasluiViitorulEchipele din București: · Dinamo · Rapid · SteauaLiga I 2012-2013 (România) DinamoRapidSteaua Locația echipelor din București. | BucureștiAstraBrașovCeahlăulCFRConcordiaCSMSGaz MetanGloriaOțelulPanduriiPetrolulTurnu SeverinUniversitateaVasluiViitorulEchipele din București: · Dinamo · Rapid · SteauaLiga I 2012-2013 (România) DinamoRapidSteaua Locația echipelor din București. |                            |
| Astra Giurgiu         | Gaz Metan Mediaș | Gloria Bistrița | Concordia Chiajna          |
| Marin Anastasovici    | Gaz Metan | Gloria | Concordia                  |
| Capacitate: 8.500     | Capacitate: 7.814 | Capacitate: 7.800 | Capacitate: 5.123          |
|                       | | |                            |

1. ↑  Viitorul Constanța s-a mutat pe Stadionul Farul din Constanța pentru acest sezon, deoarece Stadionul Orășenesc din Ovidiu nu a îndeplinit regulile de licențiere.
2. ↑  Capacitatea stadionului Giulești-Valentin Stănescu a fost redusă de la 19.100 la 11.704 din cauza degradării avansate a structurii de rezistență a peluzei sud.

### Personal și statistici
Note:
- Datele statistice sunt bazate pe ceea indică forurile competente de conducere, LPF și UEFA.

| Echipă             | Ultima promovare | Clasament 2011-12 | Antrenor (numire)           | Căpitan             | Sezoane în Liga I |
| ------------------ | ---------------- | ----------------- | --------------------------- | ------------------- | ----------------- |
| CFR Cluj           | 2004             | 1                 | Paulo Sérgio (2012)         | Ricardo Cadú        | 17                |
| FC Vaslui          | 2005             | 2                 | Viorel Hizo (2012)          | Lucian Sânmărtean   | 7                 |
| Steaua București   | 1947             | 3                 | Laurențiu Reghecampf (2012) | Alexandru Bourceanu | 64                |
| Rapid              | 1990             | 4                 | Marian Rada (2012)          | Daniel Pancu        | 64                |
| Dinamo             | 1948             | 5                 | Cornel Țălnar (2012)        | Cătălin Munteanu    | 63                |
| Oțelul             | 1991             | 6                 | Petre Grigoraș (2013)       | Sergiu Costin       | 24                |
| Pandurii           | 2005             | 7                 | Cristian Pustai (2013)      | Ousmane Viera       | 7                 |
| U Cluj             | 2010             | 8                 | Marius Popescu (2012)       | Zsolt Szilágyi      | 53                |
| Chiajna            | 2011             | 9                 | Ilie Stan (2012)            | Sorin Ghionea       | 1                 |
| FC Brașov          | 2008             | 10                | Adrian Szabo (2012)         | Cristian Munteanu   | 43                |
| Ceahlăul           | 2011             | 11                | Viorel Hizo (2013)          | Lucian Cazan        | 15                |
| Astra Giurgiu      | 2009             | 12                | Valentin Sinescu (2012)     | Valerică Găman      | 9                 |
| Gaz Metan          | 2008             | 13                | Gheorghe Mulțescu (2013)    | Cristian Todea      | 7                 |
| Petrolul           | 2011             | 14                | Cosmin Contra (2012)        | Sony Mustivar       | 54                |
| CSMS Iași          | 2012             | 1S1 (Liga a II-a) | Liviu Ciobotariu (2012)     | Răzvan Tincu        | 28                |
| Gloria Bistrița    | 2012             | 2S2 (Liga a II-a) | Nicolae Manea (2010)        | Cornel Predescu     | 21                |
| Viitorul Constanța | 2012             | 2S1 (Liga a II-a) | Cătălin Anghel (2009)       | Nicolae Dică        | 0                 |
| Turnu Severin      | 2012             | 3S2 (Liga a II-a) | Ionel Gane (2013)           | Marius Bălău        | 0                 |

Legendă culori
     CFR Cluj a participat în șaisprezecimile UEFA Europa League 2012-2013, trecând și prin faza grupelor Ligii Campionilor 2012-2013, iar Steaua București în optimi
     Rapid București a participat în al treilea tur preliminar al UEFA Europa League 2012-2013, iar Vaslui și Dinamo în play-off, Vaslui trecând și prin al treilea tur preliminar al Ligii Campionilor 2012-2013
     Promovată din Liga a II-a 2011-2012

### Schimbări manageriale
| Club               | Antrenor             | Modalitatea de schimbare       | Data plecării      | Poziția în clasament | Înlocuit cu          | Data numirii       |
| ------------------ | -------------------- | ------------------------------ | ------------------ | -------------------- | -------------------- | ------------------ |
| Steaua București   | Mihai Stoichiță      | Contract terminat              | 21 mai 2012        | presezon             | Laurențiu Reghecampf | 21 mai 2012        |
| Concordia Chiajna  | Laurențiu Reghecampf | A semnat cu Steaua București   | 21 mai 2012        | presezon             | Ilie Stan            | 8 iunie 2012       |
| Rapid București    | Răzvan Lucescu       | A semnat cu El Jaish           | 21 mai 2012        | presezon             | Ioan Sabău           | 18 iunie 2012      |
| Astra Giurgiu      | Mircea Rednic        | A demisionat                   | 23 mai 2012        | presezon             | Bogdan Stelea        | 14 iunie 2012      |
| Petrolul Ploiești  | Gheorghe Mulțescu    | Demis                          | 24 mai 2012        | presezon             | Mircea Rednic        | 29 mai 2012        |
| Vaslui             | Augusto Inácio       | A demisionat                   | 4 iulie 2012       | presezon             | Marius Șumudică      | 5 iulie 2012       |
| Universitatea Cluj | Claudiu Niculescu    | A demisionat                   | 23 iulie 2012      | 17                   | Cristian Dulca       | 26 iulie 2012      |
| Astra Ploiești     | Bogdan Stelea        | Demis                          | 10 august 2012     | 10                   | Gheorghe Mulțescu    | 13 august 2012     |
| Turnu Severin      | Marian Bondrea       | Demis                          | 27 august 2012     | 16                   | Nicolò Napoli        | 27 august 2012     |
| Studențesc Iași    | Ionuț Popa           | A demisionat                   | 29 august 2012     | 17                   | Liviu Ciobotariu     | 29 august 2012     |
| Oțelul Galați      | Dorinel Munteanu     | A demisionat                   | 30 august 2012     | 15                   | Viorel Tănase        | 30 august 2012     |
| Brașov             | Ionuț Badea          | Demis                          | 23 septembrie 2012 | 11                   | Sorin Cârțu          | 10 octombrie 2012  |
| Vaslui             | Marius Șumudică      | A demisionat                   | 24 septembrie 2012 | 4                    | Viorel Hizo          | 28 septembrie 2012 |
| Universitatea Cluj | Cristian Dulca       | A demisionat                   | 1 octombrie 2012   | 13                   | Marius Șumudică      | 10 noiembrie 2012  |
| Rapid București    | Ioan Sabău           | Demis                          | 20 octombrie 2012  | 8                    | Marian Rada          | 20 octombrie 2012  |
| CFR Cluj           | Ioan Andone          | A demisionat                   | 24 octombrie 2012  | 10                   | Paulo Sérgio         | 30 octombrie 2012  |
| Petrolul Ploiești  | Mircea Rednic        | A semnat cu Standard Liege     | 26 octombrie 2012  | 6                    | Cosmin Contra        | 29 octombrie 2012  |
| Astra Giurgiu      | Gheorghe Mulțescu    | Demis                          | 29 octombrie 2012  | 3rd                  | Valentin Sinescu     | 29 octombrie 2012  |
| FC Brașov          | Sorin Cârțu          | A demisionat                   | 11 noiembrie 2012  | 10                   | Adrian Szabo         | 13 noiembrie 2012  |
| Dinamo București   | Dario Bonetti        | Demis                          | 15 noiembrie 2012  | 7                    | Dorinel Munteanu     | 15 noiembrie 2012  |
| Universitatea Cluj | Marius Șumudică      | A demisionat                   | 15 noiembrie 2012  | 14                   | Marius Popescu       | 16 noiembrie 2012  |
| Turnu Severin      | Nicolò Napoli        | Final de contract              | 21 decembrie 2012  | 17                   | Ionel Gane           | 9 ianuarie 2013    |
| Dinamo București   | Dorinel Munteanu     | A demisionat                   | 27 decembrie 2012  | 7                    | Cornel Țălnar        | 28 December 2012   |
| Pandurii Târgu Jiu | Petre Grigoraș       | A demisionat                   | 17 ianuarie 2013   | 4                    | Cristian Pustai      | 19 ianuarie 2013   |
| Gaz Metan Mediaș   | Cristian Pustai      | A semnat cu Pandurii Târgu Jiu | 19 ianuarie 2013   | 12                   | Gheorghe Mulțescu    | 21 ianuarie 2013   |
| Oțelul Galați      | Viorel Tănase        | Demis                          | 30 ianuarie 2013   | 13                   | Petre Grigoraș       | 30 ianuarie 2013   |
| CFR Cluj           | Paulo Sérgio         | Demis                          | 10 aprilie 2013    | 8                    | Eugen Trică          | 13 aprilie 2013    |
| Astra Giurgiu      | Marin Barbu          | Demis                          | 13 aprilie 2013    | 2nd                  | Daniel Isăilă        | 13 aprilie 2013    |
| Studențesc Iași    | Liviu Ciobotariu     | Demis                          | 20 aprilie 2013    | 17th                 | Sorin Cârțu          | 22 aprilie 2013    |
| Ceahlăul           | Costel Enache        | Demis                          | 12 mai 2013        | 13th                 | Viorel Hizo          | 12 mai 2013        |

## Clasament
| Loc | Echipă               | Pct. | MJ | V  | E  | Î  | GM | GP | DG  | Calificare sau retrogradare       |
| --- | -------------------- | ---- | -- | -- | -- | -- | -- | -- | --- | --------------------------------- |
| 1.  | Steaua București (C) | 79   | 34 | 24 | 7  | 3  | 74 | 29 | +45 | Liga Campionilor 2013-14 Turul II |
| 2.  | Pandurii             | 63   | 34 | 19 | 6  | 9  | 57 | 43 | +14 | Europa League 2013-14 Turul II    |
| 3.  | Petrolul             | 62   | 34 | 16 | 14 | 4  | 60 | 34 | +26 | Europa League 2013-14 Turul II    |
| 4.  | Astra Giurgiu        | 60   | 34 | 17 | 9  | 8  | 64 | 37 | +27 | Europa League 2013-14 Turul I     |
| 5.  | FC Vaslui            | 58   | 34 | 16 | 10 | 8  | 50 | 34 | +16 |                                   |
| 6.  | Dinamo               | 56   | 34 | 16 | 8  | 10 | 48 | 40 | +8  |                                   |
| 7.  | FC Brașov            | 51   | 34 | 14 | 9  | 11 | 50 | 51 | −1  |                                   |
| 8.  | Rapid (X)            | 49   | 34 | 13 | 10 | 11 | 35 | 35 | 0   | Exclusă                           |
| 9.  | CFR Cluj             | 49   | 34 | 12 | 13 | 9  | 56 | 39 | +17 |                                   |
| 10. | Gaz Metan            | 46   | 34 | 12 | 10 | 12 | 42 | 46 | −4  |                                   |
| 11. | Oțelul               | 41   | 34 | 11 | 10 | 13 | 38 | 42 | −4  |                                   |
| 12. | U Cluj               | 38   | 34 | 10 | 8  | 16 | 39 | 55 | −16 |                                   |
| 13. | Viitorul Constanța   | 36   | 34 | 8  | 12 | 14 | 45 | 57 | −12 |                                   |
| 14. | Ceahlăul             | 34   | 34 | 9  | 7  | 18 | 41 | 59 | −18 |                                   |
| 15. | Chiajna              | 33   | 34 | 7  | 12 | 15 | 29 | 49 | −20 | Salvată de la retrogradare        |
| 16. | Turnu Severin (R)    | 32   | 34 | 7  | 11 | 16 | 36 | 47 | −11 | Retrogradare în Liga a II-a       |
| 17. | CSMS Iași (R)        | 26   | 34 | 7  | 5  | 22 | 31 | 50 | −19 | Retrogradare în Liga a II-a       |
| 18. | Gloria Bistrița (R)  | 18   | 34 | 3  | 9  | 22 | 21 | 69 | −48 | Retrogradare în Liga a II-a       |

1. ↑  Astra Giurgiu s-a calificat în primul tur preliminar al UEFA Europa League 2013-2014, Petrolul câștigând Cupa României 2012-2013 și asigurându-și un loc în a doua rundă de calificare a UEFA Europa League 2013-2014.
2. 1 2  CFR 0-0 RAP; RAP 3-2 CFR
3. 1 2  Rapid București nu a obținut o licență pentru sezonul 2013-14, drept urmare a fost exclusă din campionat și retrogradată în Liga a II-a. Concordia Chiajna a fost astfel, salvată de retrogrdare.
4. ↑  Oțelul Galați a fost penalizată cu două puncte din cauza datoriilor datorate agentului Codoban Tătar Ionel.

### Pozițiile pe etapă
| Club \ Etapa       | ‎‎1  | 2  | 3  | 4  | 5  | 6  | 7  | 8  | 9  | 10 | 11 | 12 | 13 | 14 | 15 | 16 | 17 | 18 | 19 | 20 | 21 | 22 | 23 | 24 | 25 | 26 | 27 | 28 | 29 | 30 | 31 | 32 | 33 | 34 |
| ------------------ | -- | -- | -- | -- | -- | -- | -- | -- | -- | -- | -- | -- | -- | -- | -- | -- | -- | -- | -- | -- | -- | -- | -- | -- | -- | -- | -- | -- | -- | -- | -- | -- | -- | -- |
| Steaua             | 5  | 3  | 2  | 2  | 1  | 2  | 2  | 1  | 1  | 1  | 1  | 1  | 1  | 1  | 1  | 1  | 1  | 1  | 1  | 1  | 1  | 1  | 1  | 1  | 1  | 1  | 1  | 1  | 1  | 1  | 1  | 1  | 1  | 1  |
| Pandurii           | 2  | 1  | 1  | 1  | 2  | 1  | 1  | 2  | 2  | 2  | 2  | 2  | 2  | 3  | 2  | 2  | 3  | 4  | 4  | 3  | 3  | 3  | 3  | 3  | 5  | 4  | 3  | 2  | 3  | 3  | 2  | 2  | 2  | 2  |
| Petrolul           | 1  | 6  | 4  | 5  | 5  | 9  | 8  | 6  | 7  | 9  | 8  | 6  | 4  | 5  | 6  | 5  | 6  | 5  | 6  | 5  | 4  | 5  | 4  | 4  | 3  | 2  | 4  | 3  | 2  | 2  | 4  | 4  | 3  | 3  |
| Astra              | 3  | 7  | 8  | 10 | 7  | 5  | 3  | 3  | 3  | 3  | 3  | 4  | 3  | 2  | 3  | 3  | 2  | 2  | 2  | 2  | 2  | 2  | 2  | 2  | 2  | 3  | 2  | 4  | 5  | 4  | 3  | 3  | 4  | 4  |
| Vaslui             | 7  | 4  | 8  | 11 | 6  | 3  | 4  | 4  | 4  | 4  | 4  | 3  | 5  | 4  | 4  | 4  | 4  | 3  | 3  | 4  | 5  | 6  | 6  | 6  | 6  | 6  | 6  | 6  | 6  | 6  | 6  | 6  | 5  | 5  |
| Dinamo             | 3  | 2  | 3  | 4  | 4  | 3  | 5  | 8  | 5  | 5  | 5  | 5  | 6  | 7  | 7  | 8  | 7  | 7  | 7  | 7  | 6  | 4  | 5  | 5  | 4  | 5  | 5  | 5  | 4  | 5  | 5  | 5  | 6  | 6  |
| Brașov             | 7  | 5  | 6  | 9  | 12 | 13 | 9  | 11 | 9  | 10 | 9  | 7  | 8  | 10 | 10 | 9  | 9  | 8  | 8  | 9  | 8  | 9  | 9  | 9  | 9  | 9  | 9  | 8  | 8  | 8  | 8  | 7  | 7  | 7  |
| Rapid              | 7  | 10 | 6  | 8  | 10 | 7  | 10 | 7  | 10 | 7  | 6  | 8  | 9  | 9  | 8  | 7  | 8  | 9  | 9  | 8  | 9  | 8  | 8  | 8  | 7  | 7  | 7  | 7  | 7  | 7  | 7  | 9  | 9  | 8  |
| CFR Cluj           | 11 | 10 | 5  | 3  | 3  | 6  | 7  | 5  | 8  | 6  | 7  | 10 | 7  | 6  | 5  | 6  | 5  | 6  | 5  | 6  | 7  | 7  | 7  | 7  | 8  | 8  | 8  | 9  | 9  | 9  | 9  | 8  | 8  | 9  |
| Gaz Metan          | 11 | 14 | 14 | 14 | 11 | 8  | 11 | 12 | 13 | 11 | 12 | 14 | 12 | 12 | 13 | 14 | 12 | 12 | 12 | 11 | 11 | 10 | 10 | 10 | 10 | 10 | 10 | 10 | 10 | 10 | 10 | 10 | 10 | 10 |
| Oțelul             | 6  | 9  | 13 | 15 | 15 | 15 | 16 | 16 | 16 | 15 | 15 | 15 | 15 | 15 | 15 | 13 | 14 | 14 | 13 | 13 | 12 | 11 | 11 | 11 | 11 | 11 | 11 | 11 | 11 | 11 | 11 | 11 | 11 | 11 |
| Universitatea Cluj | 17 | 8  | 12 | 7  | 9  | 11 | 6  | 10 | 12 | 13 | 11 | 12 | 13 | 14 | 14 | 15 | 15 | 16 | 16 | 16 | 16 | 14 | 14 | 12 | 12 | 12 | 12 | 13 | 12 | 12 | 12 | 12 | 12 | 12 |
| Viitorul           | 7  | 10 | 11 | 13 | 14 | 12 | 13 | 13 | 11 | 12 | 13 | 11 | 11 | 11 | 11 | 11 | 11 | 11 | 11 | 12 | 13 | 13 | 13 | 15 | 14 | 13 | 13 | 14 | 14 | 16 | 14 | 13 | 13 | 13 |
| Ceahlăul           | 18 | 15 | 16 | 12 | 13 | 14 | 15 | 14 | 14 | 14 | 14 | 13 | 14 | 13 | 12 | 12 | 13 | 13 | 14 | 14 | 14 | 15 | 15 | 14 | 15 | 14 | 14 | 12 | 13 | 13 | 13 | 14 | 14 | 14 |
| Concordia          | 16 | 13 | 8  | 6  | 8  | 10 | 12 | 9  | 6  | 8  | 10 | 9  | 10 | 8  | 9  | 10 | 10 | 10 | 10 | 10 | 10 | 12 | 12 | 13 | 13 | 15 | 15 | 15 | 15 | 14 | 15 | 15 | 15 | 15 |
| Turnu Severin      | 13 | 16 | 17 | 16 | 16 | 17 | 17 | 17 | 17 | 18 | 18 | 18 | 18 | 18 | 18 | 18 | 18 | 18 | 17 | 17 | 17 | 17 | 17 | 17 | 17 | 17 | 16 | 16 | 16 | 15 | 16 | 16 | 16 | 16 |
| Iași               | 13 | 18 | 18 | 18 | 17 | 16 | 18 | 18 | 18 | 17 | 17 | 17 | 17 | 17 | 16 | 16 | 16 | 15 | 15 | 15 | 15 | 16 | 16 | 16 | 16 | 16 | 17 | 17 | 17 | 17 | 17 | 17 | 17 | 17 |
| Gloria Bistrița    | 13 | 16 | 15 | 17 | 18 | 18 | 14 | 15 | 15 | 16 | 16 | 16 | 16 | 16 | 17 | 17 | 17 | 17 | 18 | 18 | 18 | 18 | 18 | 18 | 18 | 18 | 18 | 18 | 18 | 18 | 18 | 18 | 18 | 18 |

| Câștigătorii Ligii I, ediția 2012/2013 |
| -------------------------------------- |
| Steaua București Al 24-lea Titlu       |

## Rezultate
| Acasă \ Deplasare[1] | Astra | Brașov | Ceahlăul | CFR | Concordia | Studențesc | Dinamo | Gaz Metan | Gloria | Oțelul | Pandurii | Petrolul | Rapid | Steaua | Turnu Severin | Universitatea | Vaslui | Viitorul |
| Astra                |       | 3–0    | 4–2      | 3–3 | 6–3       | 1–0        | 1–0    | 4–0       | 4–0    | 0–0    | 4–1      | 1–1      | 3–2   | 3–4    | 1–1           | 1–2           | 1–1    | 2–0      |
| Brașov               | 1–2   |        | 1–0      | 0–0 | 3–2       | 1–0        | 2–2    | 3–1       | 4–1    | 3–2    | 0–1      | 0–1      | 2–0   | 3–1    | 2–1           | 0–0           | 2–1    | 3–1      |
| Ceahlăul             | 3–2   | 2–1    |          | 2–2 | 3–0       | 1–0        | 0–0    | 2–1       | 2–0    | 4–1    | 0–1      | 0–2      | 0–0   | 3–4    | 1–0           | 2–1           | 0–2    | 0–3      |
| CFR Cluj             | 0–2   | 5–0    | 3–2      |     | 1–1       | 2–2        | 0–1    | 1–1       | 5–1    | 0–1    | 2–3      | 2–2      | 0–0   | 0–0    | 1–3           | 3–1           | 3–0    | 0–1      |
| Concordia            | 0–2   | 2–1    | 2–1      | 1–2 |           | 1–1        | 0–0    | 0–1       | 2–1    | 0–0    | 0–1      | 1–1      | 0–0   | 0–6    | 1–1           | 0–2           | 1–1    | 1–1      |
| Iași                 | 0–2   | 1–2    | 1–0      | 1–1 | 0–1       |            | 1–1    | 0–2       | 2–1    | 1–2    | 0–1      | 2–2      | 0–1   | 0–3    | 1–0           | 4–0           | 1–2    | 1–2      |
| Dinamo               | 1–0   | 2–1    | 1–1      | 0–1 | 2–0       | 5–2        |        | 2–0       | 1–2    | 2–1    | 3–0      | 2–1      | 2–1   | 0–2    | 4–2           | 1–1           | 0–1    | 2–3      |
| Gaz Metan            | 2–1   | 0–0    | 3–1      | 1–1 | 1–3       | 0–1        | 2–2    |           | 3–1    | 1–2    | 0–2      | 2–0      | 1–1   | 1–1    | 2–0           | 2–1           | 1–0    | 4–1      |
| Gloria Bistrița      | 1–2   | 1–1    | 0–0      | 0–5 | 1–3       | 1–0        | 1–2    | 1–1       |        | 2–1    | 1–3      | 1–1      | 0–1   | 0–1    | 0–0           | 0–0           | 0–3    | 1–1      |
| Oțelul               | 2–1   | 0–0    | 3–2      | 1–2 | 2–1       | 0–3        | 0–1    | 2–0       | 1–1    |        | 1–0      | 0–1      | 1–1   | 1–1    | 2–0           | 0–2           | 2–0    | 1–1      |
| Pandurii             | 1–1   | 2–3    | 3–1      | 2–1 | 2–1       | 3–1        | 2–0    | 1–1       | 4–0    | 3–2    |          | 1–3      | 2–0   | 0–0    | 2–2           | 6–2           | 2–1    | 4–1      |
| Petrolul             | 1–1   | 6–4    | 5–0      | 1–1 | 0–0       | 2–1        | 2–1    | 1–1       | 4–0    | 2–1    | 4–0      |          | 0–0   | 1–2    | 1–0           | 2–0           | 0–0    | 3–0      |
| Rapid                | 0–2   | 1–2    | 2–0      | 3–2 | 0–0       | 1–0        | 0–1    | 2–1       | 3–1    | 2–3    | 2–0      | 0–0      |       | 1–1    | 1–0           | 1–4           | 2–2    | 2–1      |
| Steaua               | 2–0   | 4–0    | 3–0      | 1–0 | 1–0       | 3–1        | 3–1    | 3–0       | 4–0    | 2–1    | 2–0      | 2–2      | 1–0   |        | 2–1           | 5–1           | 1–0    | 2–5      |
| Turnu Severin        | 0–0   | 2–1    | 1–1      | 1–3 | 0–1       | 2–1        | 1–2    | 2–0       | 1–0    | 1–1    | 1–3      | 2–2      | 0–1   | 1–1    |               | 1–1           | 2–0    | 2–2      |
| Universitatea Cluj   | 1–3   | 1–1    | 1–0      | 1–2 | 1–0       | 0–2        | 1–2    | 3–4       | 1–0    | 1–1    | 1–1      | 2–4      | 1–2   | 0–1    | 1–0           |               | 2–1    | 2–1      |
| Vaslui               | 2–1   | 1–1    | 4–3      | 0–0 | 3–0       | 3–0        | 4–1    | 1–1       | 1–1    | 1–0    | 0–0      | 3–0      | 1–0   | 3–1    | 2–1           | 1–0           |        | 3–2      |
| Viitorul             | 0–0   | 2–2    | 2–2      | 0–2 | 1–1       | 1–0        | 1–1    | 0–1       | 2–0    | 0–0    | 2–0      | 1–2      | 1–2   | 0–4    | 3–4           | 1–1           | 2–2    |          |

Ultima actualizare: 31 mai 2013
Sursa: LPF
1Echipa gazdă este listată în coloana din stânga.
Culori: Albastru = gazda e câștigătoare; Galben = egal; Roșu = oaspeții sunt câștigători.

## Statistici

### Top marcatori
Aclualizat la 29 mai 2013
21 goluri
- Raul Rusescu (Steaua București)

16 goluri
- Jeremy Bokila (Petrolul Ploiești)

15 goluri
- Marius Alexe (Dinamo București)

14 goluri
- Kehinde Fatai (Astra Giurgiu)

13 goluri
- Hamza Younés (Petrolul Ploiești)

12 goluri
- Constantin Budescu (Astra Giurgiu)

11 goluri
- Marius Niculae (Vaslui)
- Mugurel Buga (Brașov)
- Bojan Golubović (Ceahlăul Piatra Neamț)

10 goluri
- Tha'er Bawab (Gaz Metan Mediaș)
- Deivydas Matulevičius (Pandurii Târgu Jiu)
- Nicolae Dică (Viitorul Constanța)

### Goluri
- Primul gol al sezonului:  John Ibeh (Pandurii) cu Universitatea
- Hattricurile sezonului:
  -  Hamza Younés (Petrolul) cu Ceahlăul (etapa 1)
  -  George Țucudean (Dinamo) cu CSM Studențesc Iași (4 goluri, etapa 2)
  -  Mirko Ivanovski (Astra) cu Concordia (stage 6)
  -  Marius Niculae (Vaslui) cu Concordia (etapa 10)
  -  Marius Onofraș (CSM Studențesc Iași) cu Oțelul (etapa 18)
  -  Marius Pena (Oțelul) cu Rapid (etapa 19)
  -  Robert Maah (CFR) cu Universitatea (stage 34)